# Rio Acari (vattendrag i Brasilien, Minas Gerais)
Rio Acari är ett vattendrag i Brasilien.   Det ligger i delstaten Minas Gerais, i den sydöstra delen av landet, 300 km öster om huvudstaden Brasília.
Omgivningen kring Rio Acari är huvudsakligen savann. Området är ganska glesbefolkat, med 36 invånare per kvadratkilometer.